# 護理人員
護理（英語：nursing）是一門醫療保健專業，也是一種關懷的藝術與科學，主要目的在專注於保護、促進和優化健康與人類功能、預防疾病與傷害、促進癒合以及以慈悲的態度陪伴病人減輕痛苦。護理人員在多個專業領域中工作，具有不同的認證和職責範疇。護理人員是大多數醫療環境中最主要的專業群體。許多國家面臨合格護理人員短缺的挑戰。
護理人員制定護理計畫，與醫師、治療師、病患及其家屬，以及其他團隊成員協作，致力於透過治療疾病來改善生活品質。
在英國和美國，臨床護理專家及護理師根據各州不同的法律規定，可負責診斷健康問題，並開立藥物和其他治療方案。護理人員可能協調其他醫療提供者的工作，或作為獨立的護理專業人員。此外，護理人員不僅提供照護與支持，還肩負著教育公眾和促進健康的重要角色。
在美國，護理師是取得高等護理實務學位的專業人員，並獲准開立處方。他們在超過半數的美國州份可在多元環境中獨立執業。自戰後以來，護理教育逐步多元化，提供高階與專業認證，許多傳統規範與角色正在不斷演變。

## 職業節日
國際護士節每年的5月12日，是近代護理學先驅南丁格爾的生忌。

## 教育培訓
護士的教育與培訓，在不同的國家地區有所不同，由於護理人員是健康照護業的從業要角，工作內容事涉受照顧者的權益，所以都會有相關法規。

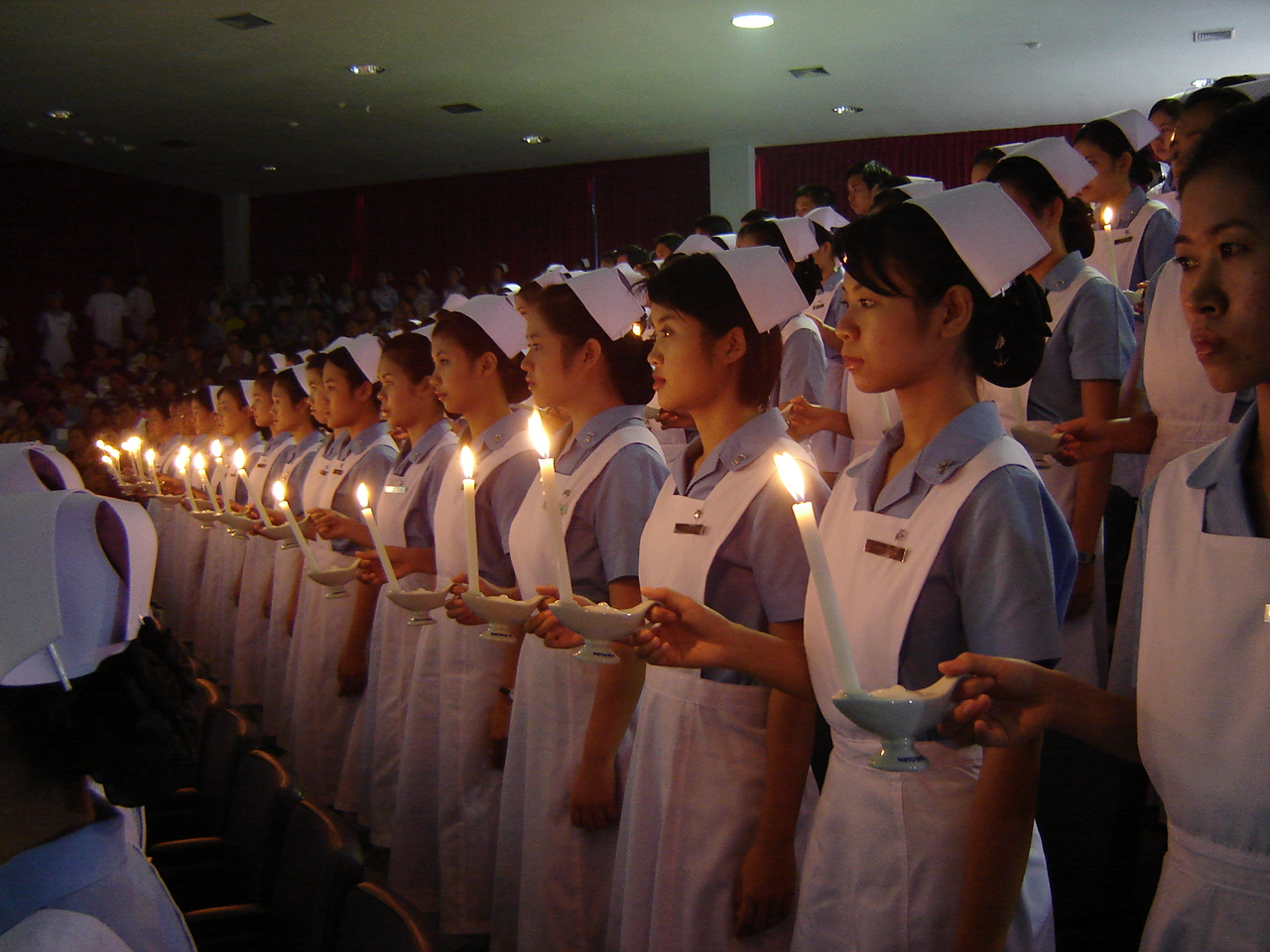
常見於亞洲地區護理學校的加冠典禮

### 香港
香港目前有六間大學獲香港護士管理局准許開辦護理學學士課程，分別是香港大學、香港中文大學、香港理工大學、香港都會大學、香港浸會大學和聖方濟各大學，畢業生可向該局申請成為註冊護士。專上學院方面，亦有東華學院訓練註冊護士。另外，部份香港醫院及香港政府部門，如仁安醫院、養和醫院、香港浸信會醫院、聖德肋撒醫院、醫院管理局轄下部份公立醫院及社會福利署等亦有提供護士訓練課程。職業訓練局亦正籌備於2026年推出相關課程。2015年，香港護理專科學院正式創立。

### 澳門
澳門現在有兩所培訓護士的高等教育機構，分別是澳門鏡湖護理學院和澳門理工大學。

### 新加坡
新加坡現時有數所培訓護士的機構，大學層次為新加坡國立大學、新加坡理工大學。理工學院層次為南洋理工學院、義安理工學院。技工層次為工藝教育學院。另外，新加坡中央醫院和國立大學醫院等亦有負責相應培訓。

## 執業考核

### 中華人民共和國

#### 考试资格
根据中华人民共和国《护士执业资格考试办法》第十二条规定， 报名参加护士执业资格考试的条件为：
“在中等职业学校、高等学校完成国务院教育主管部门和国务院卫生主管部门规定的普通全日制3年以上的护理、助产专业课程学习，包括在教学、综合医院完成8个月以上护理临床实习，并取得相应学历证书的，可以申请参加护士执业资格考试。”臺灣籍人員在臺護士學歷獲承認，並可在上海等大城市報考资格考試，與大陸籍人員待遇相同。
护士执业资格考试由卫生行政部门统一组织目前每年举行一次，考试分为2个科目約300題，专业实务和實踐能力。

#### 執業登記
通過考試者原在省籍衛生部門進行執業登記審核並領取證書，2019年後国家卫生健康委发布《关于做好下放护士执业注册审批有关工作的通知》將登記權限下放至縣市級衛生部門即可發證。

#### 岗位分类
可细分为：主班护士、副班护士、帮班护士、医嘱护士、治疗护士、配药护士、总务班护士、责任护士、监护班护士、夜班护士等

### 香港特別行政區

#### 執業资格
在香港執業的護士主要分為註冊護士（Registered Nurse，簡稱：RN）及登記護士（Enrolled Nurse，簡稱：EN）兩種。其中註冊護士可單獨處理臨床治療工作，入職條件也較嚴格須圓滿地完成一個由已刊憲訓練學校提供並獲管理局認可為期至少三年的註冊前護理課程。登記護士則是兩年課程畢業即可。外國的註冊或登記護士除了可選擇參加統一的執照考試外，具備一定全職外國護士經驗的相關人士，亦可通過特別註冊/登記方式，在護士管理局認可的場所工作滿五年，表現令人滿意的話，不再需要參加考試，就可以正式成為香港的註冊/登記護士。

#### 執業登記
統一在香港護士管理局登記審查。1931年，根據《護士註冊條例》成立護士管理委員會，後1999年5月3日改名香港護士管理局。

### 澳門特別行政區

#### 考試資格
根據第18/2020號法律《醫療人員專業資格及執業註冊制度》，澳門居民擬從事護士行業者，必須於認可護理學課程畢業，並通過知識考試及實習，方可申請完全執照。現有護士，則可通過過渡性安排，並獲豁免知識考試及實習，便可取得相關執照。

#### 執業登記
由澳門衛生局負責。

### 中華民國

#### 考試資格
根據中華民國護理人員法第二條之定義，由考試院考選部負責資格檢定；應試資格則受《專門職業及技術人員高等暨普通考試醫事人員考試規則》及相關考試法規所規範。
根據《護理人員法》第二條之定義：「護理人員」是指護理師及護士。成為護理人員須經護理專門學校訓練取得符合考試資格規定的學歷，且經考選部所辦《專門職業及技術人員高等暨普通考試醫事人員考試》及格者，得請領護理人員證書。護理人員執照考分為護理師與護士兩種考試；具有大學護理學系、科技大學與技術學院之護理系或五年制專科護理科以上學歷畢業且實習成績合格者，方可報考護理師執照。臺灣在2000年以前，高級職業學校也可設置護理科；但2000年推動護理教育改革之後，將護理教育由高職上推至專科，全臺所有高職護理科須停止招生，或配合政策改制為專科學校。在還有高職護理科的年代，其畢業生僅可報考護士執照，而隨著護理教育之改革，現執業護理人員有超過8成都擁有護理師執照，因此護士執照考試已在2013年起停辦，此後護理人員正式名稱一律稱為護理師，但一般民眾仍習慣稱為護士。
進階臨床執業方面，在實際的工作職務上有下列四種進階職位，可供護理人員進行未來進修選擇。
- 麻醉護理師(Nurse Anesthetist,NA)
- 助產護理師(Nurse Midwire,NM)
- 專科護理師(Nurse Practitioner,NP)
- 臨床護理專家(Clinical Nurse Specialist,CNS)

#### 執業登記
依據《醫事人員執業登記及繼續教育辦法》施行。

### 新西蘭

#### 執業資格
畢業於新西蘭護士管理局（Nursing Council of New Zealand）認可的護理學課程，並通過國家最終考試。

#### 執業登記
按不同類別，如登記護士或註冊護士等，向新西蘭護士管理局 （页面存档备份，存于）申請執業證書。

### 新加坡

#### 執業資格
接受本土護理學培訓人士必須完成指定的護理學學士、文憑或技術證書課程。海外護士則必須通過當局的統一執照考試。

#### 執業登記
按不同類別，如登記護士或註冊護士等，向新加坡護士管理局 （页面存档备份，存于）申領執照。

### 馬來西亞

#### 執業資格
畢業於馬來西亞護士管理局（Malaysian Nursing Board）認可的護理學課程，並通過該局舉辦的考試。

#### 執業登記
由馬來西亞護士管理局負責。

### 汶萊

#### 執業資格
畢業於汶萊護士管理局（Nursing Board for Brunei）認可的本土或海外護理學課程。非認可的課程則需要個別審查。

#### 執業登記
由汶萊護士管理局 （页面存档备份，存于）負責。

### 愛爾蘭共和國

#### 執業資格
本土受訓人士必須完成認可的護理學課程。海外受訓護士則須通過資格評估。

#### 執業登記
由愛爾蘭護士及助產士管理局 （页面存档备份，存于）負責。

### 南非

#### 執業資格
完成認可的護理學課程。課程可以由公立院校或私立院校提供。

#### 執業登記
由南非護士管理局 （页面存档备份，存于）負責。

### 美国

#### 考试资格
在美国想成一执业护士，首先需要获护理学学士学位，通過全國執照考試，获得注册护士许可证，有作为全科注册护士的从业经历，然后必须获得官方认可的硕士（护理学）或博士（执业护士）学位。执业护士的标准课程包括：流行病学，养生保健，高级病理生理学，体格评估和诊断推理，高级药理学，实验室/影像学诊断，统计学和研究方法，卫生政策，角色发展和领导力，急慢性疾病管理（例如：成人、儿童、妇科，老年医学等），还有临床轮转，根据学位和服务人群不同而有变化。执业护士博士项目增加了一些高阶课程：生物统计学，研究方法，临床转归评估，特殊人群护理，组织管理，信息学，医疗保健政策和经济学。执业护士博士（DNP）项目也要求完成一个研究课题/住院实习。一些执业护士和其他高级执业注册护士一样，可能会选择攻读博士学位作为最终学位。护理学博士学位注重科研和教育，而执业护士博士学位更注重临床实践。
现在开始要求所有高级执业注册护士（包括执业护士、麻醉护士、助产士）都必须获得执业护士博士学位才能从业。那些只有护理学硕士学位但目前在从事高级执业注册护士工作的人可以不受此约束。在这一预期变化下，许多大学已经开始逐步淘汰护理学硕士项目，设计了一些BSN-DNP（护理学学士-执业护士博士）项目。执业护士可以选择完成硕士住院医培训或做研究员。这些项目多数注重初级护理，但也存在专业化的项目（例如：急症护理、急救医学、心脏病学、普外等）。

#### 執業登記
在完成所需教育后，执业护士必须通过国家护士委员会认证考试，这一考试是针对特定目标人群的，包括急症护理、家庭医学、女性健康、儿科、成人-老年医学、新生儿或者心理-精神健康，和受试者所获学位专业类型一致。获得委员会认证后，执业护士还必须申请由州或联邦颁发的证书（例如：高级执业注册护士（APRN）执照，处方权，禁药取缔机构注册号（此注册号允许他们开禁药处方，也用于追踪禁药）等等）。执业护士必须获得一定量的继续医学教育学分、达到一定量的临床实践时间以保持证书和执照有效。执业护士通过国家护士委员会授予执照。

### 澳大利亚

#### 執業资格
澳洲的護士分為登記護士（Enrolled Nurse）和註冊護士（Registered Nurse）。前者需要完成認可的二年制文憑培訓課程，後者則需完成認可的三年制學士培訓課程。

#### 執業登記
自2010年起，有關人士需向澳大利亞護士及助產士管理局（Nursing and Midwifery Board of Australia）登记注册。

### 法国
在法国首个执业护士本科学位于2015年9月在巴黎第七大学开设，涉及精神病与精神卫生护理，其餘學院也多是三年半的課程。早期法國醫學制度傾向沒有專業的護士，護士之工作被細分派為各專科醫師工作內容包辦，醫院的護士較像一些國家的看護工，負責衛生打掃和清理醫療廢物的工作，稱為非專科護士。專業護士制度開始後除了三年半學院畢業外還要經過专科护理培训，依各科別約一年到兩年不等才能成為觸碰醫療工作的專業護士，否則在各大醫院還是僅能執行前述的類似看護工內容的非專科護士。

### 德国
護士訓練課程一般是三年制的，可以在大學或職業訓練學校進行。完成後要通過所屬邦的考試，方可以成為護士。

### 英国

#### 階級
英国护士採严格的等级之分，从A级到H级，每一級責任與收入皆不同。通過英國認可學校的護士專業學士以上並通過考試可以拿到C級護士證書，成為初級正式專業護士。
A級為短期培訓的外行人成為「護士助手」類似許多國家的看護雜工，而最高的H級則等於副教授級主任护士兼護理部最高主管，年資和經歷已極高，甚至可開設护理专家门诊替人看病，所以等級制度涵蓋護士的整個職業生涯。

#### 外國人
外國人從事者除護士專業學士之外還要IELTS(Acedemic)英語語言考試達6.5分以上，同時審查階段有不成文的規定為在出生國有兩年以上工作經驗，才較可能通過資質認定。

#### 訓練
一般而言，註冊護士需要完成三年制學士學位課程，分野包括成人護理、兒童護理、精神科護理和學習障礙護理等。曾經存在、訓練期較短的的登記護士在1980年代左右已經停止接受新的申請。

#### 執業登記
有關人士需要向護士及助產士管理局 （页面存档备份，存于）登記註冊。

### 日本

#### 考试资格
通過日本認可學校的看護師專科學歷以上。高中畢業後，準看護師只需2年學習後可報考但只有縣市級證書且只能去診所就職，而就讀看護專門學校、看護大學的3-4年課程後可報考厚生勞動省認證看護師(CN)。繼續攻讀看護研究所者也有，碩士以上可報考專門看護師(CNS)
看護師國家考試科目分10科共240題選擇題，考试时间一般在春季的2月下旬。日本近年也積極開放外國人從事日本護理業以解決人力短缺，外國人需有同等學歷之後赴日本參加語言考試和看護師资格考試。然而語言考試只有唯一一次機會，沒考過者將被遣送回國，全部通過後的外國人將有三年的醫院試用期。

#### 執業登記
1992年制定的「確保護理人才供給促進法」成立了中央和各縣市護士中心，在護士中心備案登記。

### 韓國

#### 考試資格
有關人士需要完成四年制大學護理學課程或三年制專科護理學課程，並通過國家執照考試，方可獲保健福祉部頒發的執照。

#### 執業登記
由保健福祉部負責。

### 以色列

#### 考試資格
申請人需要完成本國認可的護理學學士學位課程 （页面存档备份，存于），外國人則需提供外國護理學課程畢業文件，兩者都要通過國家護士資格考試。

#### 執業登記
由以色列衛生部負責。

### 泰國

#### 考試資格
申請人需要畢業於認可的護士學校，外國人則需完成書面審查，兩者皆要通過資格考試。

#### 執業登記
由泰國護士及助產士管理局 （页面存档备份，存于）負責。

## 從業統計

### 中華人民共和國
2017年初發布的統計顯示，全國注册护士350.7万人、兼具部分護士性質的乡村医生和卫生员約100萬人。

### 香港特別行政區
根據香港護士管理局的統計，截至2010年10月，香港的註冊護士人數為30,266人，登記護士人數為9,244人，共39,510人。

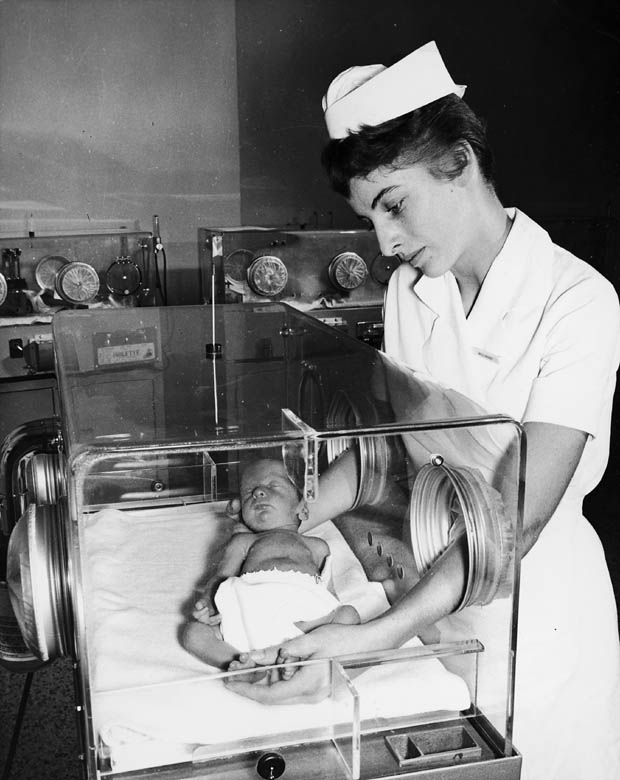
1955年 Toronto Western Hospital 一名護理人員

### 中華民國
| 年月       | 中華民國籍護理人員 | 中華民國籍護理人員 | 中華民國籍護理人員 | 中華民國籍護理人員 | 中華民國籍護理人員 | 中華民國籍護理人員 | 中華民國籍護理人員 | 中華民國籍護理人員 | 中華民國籍護理人員 | 他國籍護理人員 | 他國籍護理人員 | 他國籍護理人員 | 他國籍護理人員 | 他國籍護理人員 | 他國籍護理人員 | 他國籍護理人員 | 他國籍護理人員 | 他國籍護理人員 |
| 年月       | 護理師             | 護理師             | 護理師             | 護士               | 護士               | 護士               | 助產師及助產士     | 助產師及助產士     | 助產師及助產士     | 護理師         | 護理師         | 護理師         | 護士           | 護士           | 護士           | 助產師及助產士 | 助產師及助產士 | 助產師及助產士 |
| 年月       | 女性               | 男性               | 合計               | 女性               | 男性               | 合計               | 女性               | 男性               | 合計               | 女性           | 男性           | 合計           | 女性           | 男性           | 合計           | 女性           | 男性           | 合計           |
| ---------- | ------------------ | ------------------ | ------------------ | ------------------ | ------------------ | ------------------ | ------------------ | ------------------ | ------------------ | -------------- | -------------- | -------------- | -------------- | -------------- | -------------- | -------------- | -------------- | -------------- |
| 2012年7月  | 112,133            | 1520               | 113,653            | 23,406             | 194                | 23,600             | 131                | 0                  | 131                | 63             | 2              | 65             | 15             | 0              | 15             | 0              | 0              | 0              |
| 2010年12月 | 107,189            | 1244               | 108,433            | 24,466             | 183                | 24,649             | 218                | 0                  | 218                | 59             | 1              | 60             | 16             | 0              | 16             | 0              | 0              | 0              |
| 2008年6月  | 92,731             | 803                | 93,534             | 25,733             | 165                | 25,898             | 304                | 1                  | 305                | 15             | 1              | 16             | 4              | 0              | 4              | 0              | 0              | 0              |

## 問題

### 臺灣
台灣的護理問題於2010年後開始被大眾重視，大量人員離職或前往海外就業，另有大量護師資格者選擇轉行別的行業引起社會討論。
- 花花班
  - 護理師因為需要輪白天及夜班，若服務機構排定畸形班表，例如午夜12點下班接著早上7點又要上班，使護理師無法有充分的休息及睡眠時間，造成身體時差和巨大的心理負擔，這種排班情形俗稱為「花花班」[26][27]。
- 超時輪班
  - 因為崗位上人力不足的關係，在線上的護理人員可能面臨需要一次值班整天或連續的執勤調動，造成身心上的困擾及體上的考驗。
- 過勞死在台灣，除了勞工、服務業、大型車駕駛和計程車駕駛有過勞死的紀錄之外，在鮮為人知的的方面，醫護人員、飛行員其實也是過勞死的中高風險族群。造成醫護人員過勞死的原因除了超時加班之外，還有以下原因
  - 急診：急診室的醫護人員因為被要求要快，導致身心俱疲；
  - 不分晝夜的內科手術和外科手術：很多被預約進行中型以上手術的病患，如接受人工關節置換、達文西手臂、癌症腫瘤切除、器官移植等。有時一旦進入手術室就是兩小時起跳，中間不能任何的停頓，導致身心疲憊。
  - 長久的積勞成疾：一個小感冒、小範圍的皮膚發炎在任何須接觸病患的護理師身上都很常見，但是他(她)們沒空去處理，加上不正常的輪班，最終造成病入膏肓的後果。
  - 最終惡果：很多醫護人員最後不是屆齡退休或辭職，而是先前的種子萌發結果被迫離職。上述這些因，造成許多醫護人員得到心血管疾病、中風、阿茲海默氏症、帕金森氏症、失智症、失語症、臉盲等，或者是心病，最後選擇輕生的果。最著名的例子就是醫療法人奇美醫院前外科主治醫師蔡伯羌2009年蔡醫師因長時間工作加上每週至少得動刀三、四台，其後某天準備午診前突然倒下，經搶救之後因腦部缺氧超過一小時，造成智力退化成五歲小孩不能自理生活。
- 職稱
  - 臺灣護理人員名稱「護士」因於2013年護士執照停辦，基於對護理工作之尊重，在正式文件與稱呼上一律改為師字輩之「護理師」以及「護師」，與醫師、藥師等醫療從業人員等級相同，由於名稱更改時間較近，「護理師」之名稱對社會大眾還需時間適應。

## 相關電視劇
- 2004年台灣中視《男丁格爾 (中視)》：该剧讲述了一个勉强从护校毕业的脱线男小葛成长为一个真正的护士的有趣故事，谢坤達、張天霖、梁又琳、蔡裴琳、林韦君主演。
- 2015年台灣大愛《男丁格爾 (大愛劇場)》：是一部描寫李彥範師兄真實人生的電視劇。
- 2018年韓國tvN電視台《致忘了詩的你》：雖以物理治療師為主要角度切入，但亦提及與護理師等專業醫療人員的互動。

## 外部連結
- 中華民國護理師護士公會全國聯合會（页面存档备份，存于）
- 臺灣護理學會（页面存档备份，存于）
- 中華民國學校護理人員學進會（页面存档备份，存于）
- 中華民國職業衛生護理學會
- 香港護士管理局（页面存档备份，存于）
- 香港法例第164章 《護士註冊條例》